# Villers-Agron-Aiguizy
Villers-Agron-Aiguizy – miejscowość i gmina we Francji, w regionie Hauts-de-France, w departamencie Aisne.
Według danych na styczeń 2014 roku gminę zamieszkiwało 97 osób, a gęstość zaludnienia wynosiła 7,3 osób/km².